# كيسوكي سوميدا
كيسوكي سوميدا (باليابانية: 積田 景介) (مواليد 23 يونيو 1993)، هو لاعب كرة قدم سابق كان يلعب كحارس مرمى.

## وصلات خارجية
- كيسوكي سوميدا على موقع رابطة كرة القدم اليابانية للمحترفين (اليابانية)
- كيسوكي سوميدا على موقع قاعدة بيانات كرة القدم.إي يو (الإنجليزية)
- كيسوكي سوميدا على موقع Soccerway.com (الإنجليزية)
- كيسوكي سوميدا على موقع عالم كرة القدم.نت (الإنجليزية)